# Barbuda-Schleiereule
Die Barbuda-Schleiereule (Tyto neddi) ist eine ausgestorbene Art aus der Gattung der Schleiereulen von den Kleinen Antillen. Sie ist nur von fossilen Überresten bekannt, die 1983 auf Barbuda zu Tage gefördert wurden. Das Artepitheton ehrt Morris Nedd, einen Naturforscher von Barbuda, der dem Paläontologen-Team, das diese Art entdeckt hatte, hilfreich zur Seite stand.

## Merkmale
Tyto neddi ist nur von sechs Knochen bekannt, die am 19. und 20. Januar 1983 von David William Steadman, Gregory K. Pregill, David Robert Watters, Ronald I. Crombie und James P. Dean in einer Höhle bei Rat Pocket am Gun Shop Cliff in der Two Foot Bay auf Barbuda entdeckt wurden. Der Holotypus ist ein rechter Oberschenkelknochen. Das als Paratypus gekennzeichnete Material umfasst einen linken Coracoid, einen linken ersten Zehenknochen vom ersten Zehenglied, einen linken zweiten Zehenknochen vom ersten Zehenglied, einen linken dritten Zehenknochen vom zweiten Zehenglied sowie ein Zehenglied von einem juvenilen Vogel. Die Barbuda-Schleiereule war etwas kleiner als Tyto ostologa von Hispaniola, jedoch größer als Tyto noeli von Kuba. Die Zehenglieder waren verhältnismäßig robuster als bei Tyto ostologa.

## Verbreitung, Evolution und Lebensweise
Während der Wende vom Pleistozän zum Holozän umfasste Barbuda eine spätquartäre Avifauna mit 15 Vogeltaxa, die heute nicht mehr auf der Insel vorkommen. Darunter waren drei Eulentaxa: der Kaninchenkauz (Athene cunicularia), eine unbeschriebene Form, die wahrscheinlich die Amerikaschleiereule (Tyto alba pratincola) repräsentiert, und die Barbuda-Schleiereule. Da Barbuda während der letzten Eiszeit mit Antigua zu einer großen Insel verbunden war, ist es möglich, dass Tyto neddi ebenfalls auf Antigua vorkam. 
Das über diese Art vorhandene fossile Material ist unzureichend, um zu beurteilen, ob Tyto neddi von einer der größeren Schleiereulenarten  von den Großen Antillen abstammt oder ob sich die Art autochthon aus einer kleineren Art von den Kleinen Antillen entwickelt hat. 
Die kurzen Zehen der Barbuda-Schleiereule (verglichen mit denen der Art Tyto ostologa) lassen die Vermutung zu, dass deren Nahrung aus Nagetieren, insbesondere Reisratten und Baumratten, bestand.

## Aussterben
Das Aussterben der verschiedenen großen Schleiereulenarten von den Antillen hängt wahrscheinlich  mit dem Verschwinden ihrer bevorzugten Beutetiere zusammen. Aufgrund der schlechten Dokumentation der Stratigraphie und/oder der Chronologie der fossilen Schleiereulenarten der Westindischen Inseln ist es ungewiss, ob die meisten Arten bis ins Holozän überlebt haben oder ob sie im späten Pleistozän ausgestorben sind. Umfangreiche, vom Menschen herbeigeführte Lebensraumveränderungen auf Barbuda und Antigua sind sowohl in prähistorischer als auch in historischer Zeit eingetreten. Jedoch haben die mutmaßlichen Beutetiere der Barbuda-Schleiereule, die Reisratten, bis ins Holozän auf Barbuda und Antigua existiert, was durch Knochenfunde in archäologischen Fundstellen belegt ist. Dies würde darauf hindeuten, dass die Barbuda-Schleiereule bis ins erste oder zweite Jahrtausend nach Christus überlebt haben könnte.